# Modliborzyce (województwo świętokrzyskie)
Modliborzyce – wieś sołecka w Polsce, położona w województwie świętokrzyskim, w powiecie opatowskim, w gminie Baćkowice.
Były wsią benedyktynów świętokrzyskich w województwie sandomierskim w ostatniej ćwierci XVI wieku.
Przez wieś przechodzi czerwony szlak turystyczny z Gołoszyc do Piotrowic.

## Integralne części wsi
| SIMC    | Nazwa                | Rodzaj    |
| ------- | -------------------- | --------- |
| 0786710 | Kolonia              | część wsi |
| 0786727 | Kolonie Modliborskie | część wsi |
| 0786733 | Stara Wieś           | część wsi |

## Historia

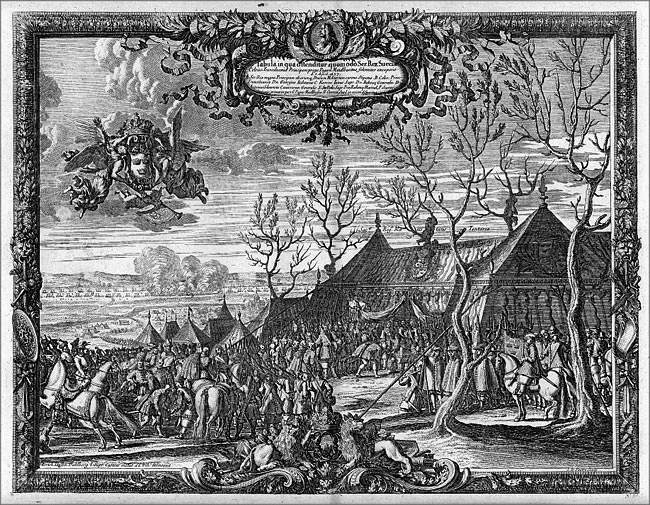
Obóz wojsk szwedzko-siedmiogrodzkich pod Modliborzycami

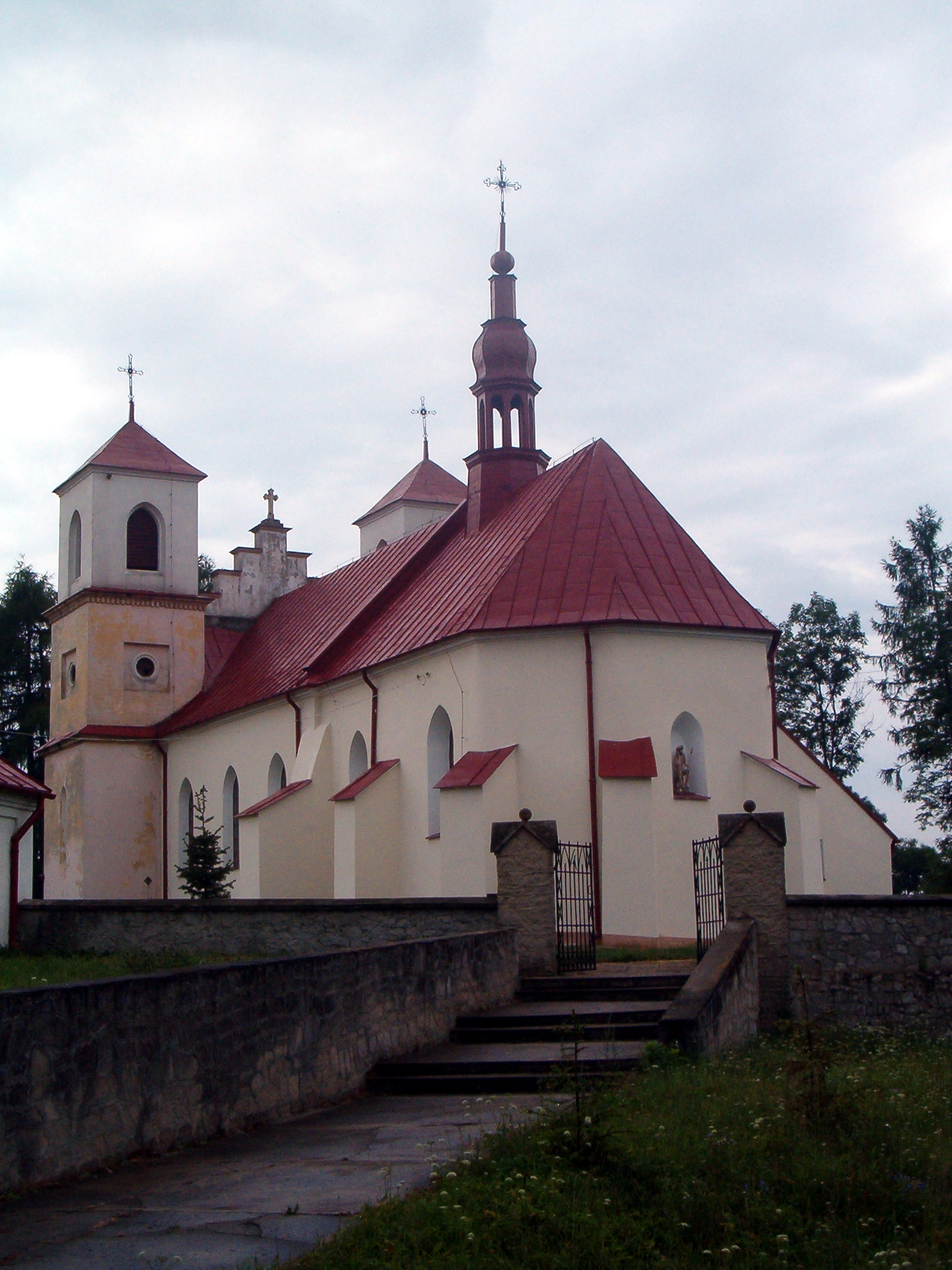
Modliborzyce

Nazwa wsi według przekazu pochodzi od słów modlić się w borze i ponoć została nadana przez Bartłomieja z Opatowa, który w 1444 r. powiększył i wymurował stojącą tu kapliczkę benedyktynów świętokrzyskich, wokół której powstała wkrótce leśna osada. Kolatorem powstałego w ten sposób kościoła był opat świętokrzyski. Pierwszym proboszczem parafii był Bartłomiej z Opatowa.
Według innej teorii nazwa to przymiotnik dzierżawczy od męskiego imienia Modlibor.
W 1608 r. opat Bogusław Radoszewski ofiarował plac na budowę modliborzyckiego szpitala. W 1657 r. król Szwecji, Karol X Gustaw przyjmował tu Rakoczego. Podczas uroczystości 11 kwietnia 1657 r. wywiązała się strzelanina, w której zabity został Philipp, książę Nassauski. Następnego dnia, po naradzie wojennej, wojska pomaszerowały przez Ćmielów, w kierunku Zawichostu w celu przeprawienia się przez Wisłę.
Za czasów II RP roku siedziba gminy Modliborzyce. W latach 1975–1998 miejscowość administracyjnie należała do województwa tarnobrzeskiego.

## Zabytki
- kościół parafialny pw. św. Benedykta z XV w., przebudowany w XIX w., wpisany do rejestru zabytków nieruchomych (nr rej.: A.508 z 12.03.1957, z 15.04.1967 i z 28.07.1982)[9],
- cmentarz parafialny (nr rej.: A.509 z 13.06.1988)[9].